# Los Angeles Clippers 1990-1991
La stagione 1990-91 dei Los Angeles Clippers fu la 21ª nella NBA per la franchigia.
I Los Angeles Clippers arrivarono sesti nella Pacific Division della Western Conference con un record di 31-51, non qualificandosi per i play-off.

## Roster
| N° | Naz.                   | Ruolo | Sportivo         | Anno | Alt. | Peso |
| -- | ---------------------- | ----- | ---------------- | ---- | ---- | ---- |
| 00 | Stati Uniti (bandiera) | C     | Benoit Benjamin  | 1964 | 213  | 113  |
| 0  | Haiti (bandiera)       | AC    | Olden Polynice   | 1964 | 211  | 100  |
| 1  | Stati Uniti (bandiera) | G     | Gary Grant       | 1965 | 191  | 84   |
| 3  | Stati Uniti (bandiera) | A     | Ken Norman       | 1964 | 203  | 98   |
| 4  | Stati Uniti (bandiera) | GA    | Ron Harper       | 1964 | 198  | 84   |
| 5  | Stati Uniti (bandiera) | AC    | Danny Manning    | 1966 | 208  | 104  |
| 11 | Stati Uniti (bandiera) | G     | Winston Garland  | 1964 | 188  | 77   |
| 15 | Stati Uniti (bandiera) | G     | Jeff Martin      | 1967 | 196  | 88   |
| 22 | Stati Uniti (bandiera) | G     | Tom Garrick      | 1966 | 188  | 84   |
| 30 | Stati Uniti (bandiera) | G     | Bo Kimble        | 1966 | 193  | 86   |
| 35 | Stati Uniti (bandiera) | A     | Loy Vaught       | 1968 | 206  | 104  |
| 44 | Stati Uniti (bandiera) | A     | Cedric Ball      | 1968 | 203  | 95   |
| 45 | Stati Uniti (bandiera) | C     | Greg Butler      | 1966 | 211  | 109  |
| 51 | Stati Uniti (bandiera) | AC    | Ken Bannister    | 1960 | 206  | 107  |
| 52 | Canada (bandiera)      | C     | Mike Smrek       | 1962 | 213  | 113  |
| 54 | Stati Uniti (bandiera) | AC    | Charles D. Smith | 1965 | 208  | 104  |

## Staff tecnico
- Allenatore: Mike Schuler
- Vice-allenatori: Mack Calvin, Alvin Gentry, John Hammond
- Preparatore atletico: Keith Jones